# Louis Charles du Plessis d'Argentré
Pour les articles homonymes, voir Famille du Plessis d'Argentré.
Louis-Charles du Plessis d'Argentré, né en 1723 et mort en 1808, est un ecclésiastique français qui fut évêque de Limoges et député aux États généraux.

## Origine
Les du Plessis d'Argentré sont une famille d'ancienne noblesse bretonne, admise aux honneurs du Louvre en 1774, qui tire son origine et son nom de la terre du Plessis à Argentré-du-Plessis. Il naît au château du Plessis en Bretagne, septième fils de Pierre du Plessis, ancien page de Louis XIV et de Marie-Louise Hindret de Ravenne (qui ont eu sept fils et six filles). Il est le frère de Jean-Baptiste du Plessis d'Argentré.

## Carrière ecclésiastique
À l'adolescence, Louis-Charles du Plessis d'Argentré est envoyé avec son frère Jean-Baptiste se former auprès de leur parent, Jean-Gilles du Coëtlosquet, évêque de Limoges. Il poursuit ensuite ses études de théologie à la Sorbonne. 
Il est d'abord vicaire général du diocèse de Poitiers. En 1756, il est nommé prieur commendataire du prieuré grandmontain de Bois d'Allonne, ce qui lui assure 4 000 livres de revenus annuels. 
Le 3 septembre 1758, il est nommé évêque de Limoges. Il est sacré le 14 janvier 1759 dans la chapelle du château de Versailles par son prédécesseur. Il prend possession de son siège le 14 mars 1759. Son diocèse est fort étendu (868 paroisses), mais l'évêque n'a autorité que sur 363 paroisses, les autres relevant d'ordres réguliers ou du roi. L'évêché dispose de 20 000 livres de revenus annuels.
En 1766, le roi le nomme abbé commendataire de l'abbaye des Vaux de Cernay (revenu annuel de 16 000 livres).

## Œuvre épiscopale

### Une gestion «particulière»

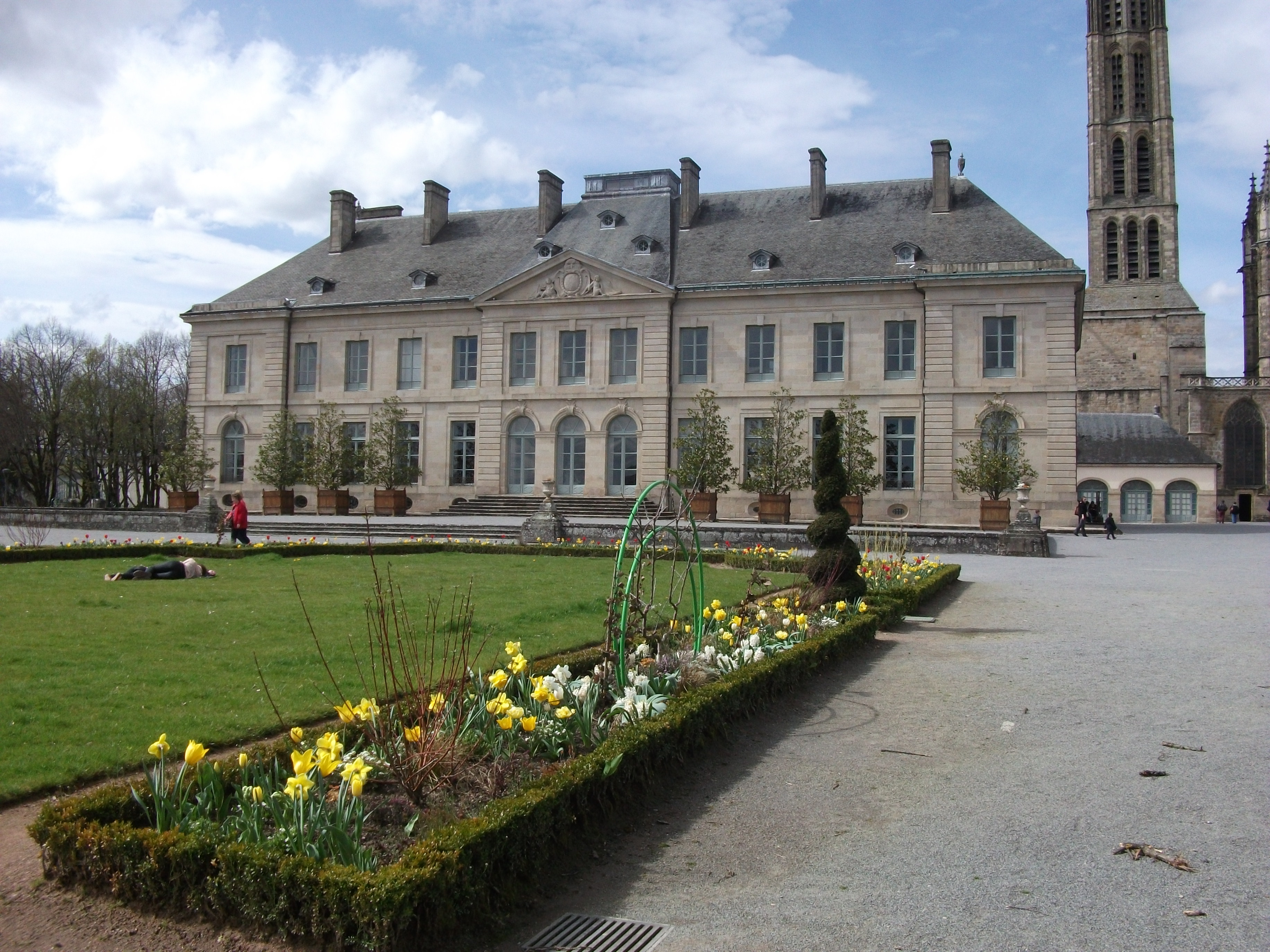
Palais épiscopal de Limoges

En 1761, Turgot, son ancien condisciple à la Sorbonne, est nommé intendant de la généralité de Limoges. Il l'appuie auprès des grands du royaume, tandis que l'évêque facilite son influence auprès de la noblesse du Limousin.  
Louis du Plessis d'Argentré a des goûts de luxe. Sa table est très raffinée. Il se fait servir par des laquais en grande livrée et il entretient carosses et chevaux. Intelligent et cultivé, il décide de reconstruire somptueusement, selon les plans de Charles-Jean Barbier et de Joseph Brousseau, le palais épiscopal de Limoges à la place du palais du XVIe siècle, construit par Jean de Langeac. Il participe au démantèlement en 1772 de l'abbaye de Grandmont, dont il vise les revenus afin de rembourser ses dettes somptuaires et de financer la construction de son nouveau et luxueux palais épiscopal ; cela s'effectue dans le contexte des travaux de la Commission des Réguliers (1772) qui avait pour fonction de supprimer les établissements monastiques sous-occupés ou surendettés. 
Il exerce ses missions pastorales en visitant les paroisses de son diocèse. Le 30 août 1779, il effectue une visite pastorale à Châlus, à l'église du bas. Il constate que l'état matériel de l'église et du matériel liturgique ne permet pas un culte décent: il ordonne des travaux, dont l'édification d'un clocher, et le remplacement des objets du culte, à effectuer dans un délai d'un an, l'église tombant à défaut dans l'interdit. Les habitants n'étant pas en mesure de financer les 6 000 livres nécessaires, l'interdit est effectif en 1780, ce qui entraîne, outre la défense de célébrer, l'interdiction de se réunir pour délibérer des affaires de la paroisse, l'église étant le seul lieu permis de réunion. Le comte de Bourbon, seigneur de Châlus, intervint auprès de l'évêque, qui suspend l'effet de l'interdit le 10 octobre 1780, jusqu'au 1er novembre 1781. Les habitants ne retrouvent l'usage de l'église qu'en 1784 : soutenus par leur seigneur, ils ont montré à l'intendant les limites de capacité contributive, et seule une partie des dépenses a été réalisée.

### Du député aux états généraux à l'émigré
Du Plessis d'Argentré est élu député du clergé de la sénéchaussée de Limoges aux états généraux de 1789. Il joue un rôle important, et siégeant constamment avec le parti qui s'oppose à la Révolution française. 
À Paris il se joint à l'évêque de Clermont pour ordonner les ecclésiastiques qui refusent de prêter serment à la constitution civile du clergé. 
Puis il décide d'émigrer. Il se réfugie d'abord en Angleterre pendant deux ans avec son frère Jean-Baptiste, évêque de Sées, puis en 1794 à Münster en Westphalie, d'où il correspond avec les grands vicaires auxquels il a confié l'administration de son diocèse. Certains de ces vicaires remplissent leur devoir jusqu'au martyre, comme Raymond Pétiniaud de Jourgnac.
Le concordat de 1801 lui fait prendre une autre disposition. Il signe d'abord, avec trente-sept autres évêques français, des remontrances qui sont adressées à Pie VII. Mais, craignant un schisme qui serait fatal à l'Église, il fait passer, le 20 février 1802, aux fidèles de son diocèse, un avertissement, avec des instructions pour les vicaires généraux et pour le clergé: il reconnaît le nouvel évêque qui est entré en fonctions avec l'autorisation du pape, il retire ses pouvoirs aux vicaires généraux que lui-même a institués. Par suite de cette décision, il n'y eut presque point d'ecclésiastiques dissidents dans ce diocèse, et l'ancien évêque fut constamment en relation avec son successeur l'évêque concordataire Jean-Marie-Philippe Dubourg. 
Le 28 mars 1808, il meurt en exil à Münster (où son frère Jean-Baptiste l'a rejoint et meurt en 1805). Ses ossements sont rapportés dans la cathédrale de Limoges en 1876, cérémonie pendant laquelle le chanoine Leclerc fait son éloge funèbre.

## Héraldique
Armes des du Plessis d'Argentré : de gueules à dix billettes d'or posées 4, 3, 2, 1